# Hystricones vagans
Hystricones vagans is een keversoort uit de familie somberkevers (Zopheridae). De wetenschappelijke naam van de soort werd in 1927 gepubliceerd door Gilbert John Arrow.